# Rhaphidostichum ramulinum
Rhaphidostichum ramulinum là một loài rêu trong họ Sematophyllaceae. Loài này được (Thwaites & Mitt.) Broth. mô tả khoa học đầu tiên năm 1925.